# Robert Golob
Robert Golob, né le 23 janvier 1967 à Šempeter pri Gorici, est un homme d'affaires et homme politique slovène. Il est président du Mouvement pour la liberté et président du gouvernement depuis le 1er juin 2022.

## Jeunesse et éducation
Robert Golob naît le 23 janvier 1967 à Šempeter pri Gorici, dans la ville de Šempeter-Vrtojba, à l'ouest de la république socialiste de Slovénie. Son père, Valentin Golob, dirige la centrale électrique de Soške entre 1976 et 2002.
Brillant étudiant, ainsi que bon kayakiste, il obtient en 1994 son doctorat en électrotechnique à l'université de Ljubljana. Il suit ensuite le programme postdoctoral Fulbright au Georgia Institute of Technology d'Atlanta, aux États-Unis.

## Débuts politiques
Au cours de la procédure d'adhésion de la Slovénie à l'Union européenne, Robert Golob est nommé en 1998 responsable slovène des négociations dans le secteur de l'énergie, en raison de sa formation universitaire.
Il entre ensuite en politique. De mai 1999 à juin 2000, il est secrétaire d'État au sein du ministère des Affaires étrangères. Parallèlement, il adhère à la Démocratie libérale slovène (LDS), qu'il quitte en 2002.

## Homme d'affaires
En 2004, Robert Golob cofonde une société de négoce d'énergie GEN-I,, dont il reste président jusqu'en 2021.

## Retour en politique

### Passage par plusieurs partis centristes
Robert Golob fait son retour en politique en 2011 : il rejoint le nouveau parti Slovénie positive (PS), fondé par le maire de Ljubljana, Zoran Janković, mais le quitte deux ans plus tard.
Il passe ensuite à l'Alliance d'Alenka Bratušek (ZaAB), créée par l'ancienne présidente du gouvernement Alenka Bratušek et dont il est, un temps, l'un des vice-présidents. Il se retire plus tard de la vie politique

### Mouvement pour la liberté
Après avoir quitté GEN-I, Robert Golob décide de revenir une nouvelle fois en politique. Il adhère donc, en janvier 2022, à un parti vert extra-parlementaire, Z.DEJ. Il le renomme en Mouvement pour la liberté (Gibanje Svoboda, GS) simplifié en GS. Le parti décide de participer aux élections législatives du 24 avril 2022,. Il monte alors très vite dans les sondages et quelques jours avant l'élection, il devient le favori.
Avec 34,5 % des voix, il arrive en tête du scrutin, contre 23,6 % pour le Parti démocratique slovène (SDS), du président du gouvernement, Janez Janša,. Il remporte 41 députés sur 90, un record dans l'histoire de la Slovénie indépendante. Comme en 2011 et en 2014, le scrutin voit arriver largement en tête un nouveau parti composé de personnalités jusqu'alors peu connues, confirmant le désintérêt des Slovènes pour les partis historiques.

### Président du gouvernement
Robert Golob est élu un mois plus tard, le 25 mai 2022, président du gouvernement par l'Assemblée nationale après avoir constitué un gouvernement de coalition avec les Sociaux-démocrates (SD) et La Gauche (Levica). Il est composé de 7 femmes et de 10 hommes.
Le 1er juin, lors du vote de confiance, son exécutif obtient 53 voix pour et 28 voix contre, ce qui lui permet de rentrer en fonction. Il promet de « restaurer la démocratie » après les années Janša et déclare : « Il y a trois thèmes qui illustrent notre programme électoral et de coalition: nous souhaitons vivre dans un pays qui offrira la justice sociale, la solidarité et qui sera fondé sur la connaissance ». Il se présente comme un grand admirateur d’Emmanuel Macron.
Il envisage l'adoption de projets de loi garantissant la liberté des médias et la révision de certaines des décisions du gouvernement sortant.
Il réorganise son gouvernement le 24 janvier 2023 en raison de désaccord sur la politique à adopter dans la coalition. Il affirme que 2023 sera l'année des réformes et déclare que le gouvernement « procédera à la transformation de notre pays, une modernisation qui s'inscrit dans la durée ». Il souhaite, pour cette année, réussir là où le gouvernement Šarec avait échoué : rééquilibrer les comptes publics et réformer le système de santé. En raison des tensions entre les partenaires gouvernementaux et de sa politique de rigueur, sa cote de popularité recule depuis son arrivée au pouvoir. Un an et demi après son arrivée au pouvoir, aucune réforme majeure n'a encore été adoptée.

## Vie privée
Il a été marié avec Jana Nemec pendant plus de trente ans mais ils ont finalement divorcé. Depuis l'automne 2022, il vit avec sa nouvelle partenaire Tina Gaber, diplômée de sociologie, avocate des droits des animaux et créatrice de contenu.